# بسترد!!
بسترد!! هوی متال، فانتزی تاریک (ژاپنی: BASTARD!! -暗黒の破壊神- هپبورن: Basutādo!! Ankoku no Hakaishin) یک مجموعه مانگا ژاپنی که توسط کازوشی هاگیوارا نوشته و مصورسازی شده‌است. انتشار این مجموعه از سال ۱۹۸۸ در هفته‌نامه شونن جامپ انتشارات شوئیشا آغاز شد، و تا سال ۲۰۰۰ به‌طور نامنظم در ماهنامه اولترا جامپ ادامه پیدا کرد، و آخرین فصل آن در سال ۲۰۱۰ منتشر شد. تا سال ۲۰۱۲ بیست و هفت جلد تانکوبون از این مجموعه عرضه شده‌است. هاگیوارا از طرفداران پر اشتیاق موسیقی هوی متال و سیاه‌چال‌ها و اژدهایان است، که از ایده‌های این دو سبک در داستان بسترد!! استفاده کرده است. بسیاری از شخصت‌ها و مکان‌های داستان، از اعضای گروه‌های مورد علاقهٔ هاگیوارا نامگذاری شده‌اند، به‌طور مثال نام دارک‌اشنایدر شخصیت اصلی داستان برگرفته از موسیقی‌دان آلمانی یودی‌او درک‌اشنایدر است.
یک مجموعه تلویزیونی اووی‌ای شش قسمتی توسط استودیو ای‌آی‌سی و به کارگردانی کاتسوهیتو آکیاما دستمایه اقتباس قرار گرفت که از اوت ۱۹۹۲ تا ژوئن ۱۹۹۳ پخش شد. همچنین یک مجموعه پویانمایی شبکه اصلی (اواِن‌اِی) ۲۴ قسمتی نیز توسط لیدن فیلمز دستمایه اقتباس قرار گرفت، که از ژوئن ۲۰۲۲ از طریق نتفلیکس در دسترس است.